# A11 (motorväg, Österrike)
A11 är en motorväg i Österrike som sträcker sig från Villach till Karawankentunneln där statsgränsen till Slovenien ligger. Vägen är 21 kilometer lång och öppnades för ett körfält 1991 medan det andra körfältet öppnades 1992. På grund av att vägöppningen och tunnelöppningen 1991 sammanföll med Sloveniens självständighet, kontrollerades tunneln de tio första dagarna av den federala jugoslaviska armén innan slovenerna tog över kontrollen över tunneln på sin sida.
Karawankentunneln är en 7,95 km lång enrörig tunnel med mötande trafik och avgiftsbelagd. På bägge sidorna återfinns passkontroller.